# Culicoides malevillei
Culicoides malevillei är en tvåvingeart som beskrevs av Kremer och Coluzzi 1971. Culicoides malevillei ingår i släktet Culicoides och familjen svidknott. Inga underarter finns listade i Catalogue of Life.